# Ole Bischof
Ole Bischof (født 27. august 1979) er en tysk judoka, som kæmper i 81 kg-klassen. Han har vundet to olympiske medaljer.
Bischof blev europamester i sin vægtklasse i 2005, og han var derfor blandt favoritterne ved OL 2008 i Beijing. Han besejrede først en aserbajdsjansk judoka, hvilket sikrede ham en kvartfinaleplads. Her besejrede han en amerikaner og derpå brasilianeren Tiago Camilo i semifinalen. I finalen mødte han sydkoreaneren Kim Jae-Beom, som han besejrede og dermed vandt guld, mens Kim fik sølv og Roman Hontjuk fra Ukraine og Camilo begge fik bronze.
Han stillede igen op for Tyskland ved OL 2012 i London. Her vandt han første kamp over en italiener, dernæst over en kazakher, mens han i kvartfinalen besejrede en japaner og i semifinalen en amerikaner. Finalen blev et revancheopgør fra OL 2008 mellem Kim Jae-Beom, der var forsvarende verdensmester, og Bischof, og Kim vandt efter at have scoret to yuko-point i første periode. Kim fik dermed guld, mens Bischof fik sølv og canadieren Antoine Valois-Fortier samt russeren Ivan Nifontov vandt bronze.